# 艷舞

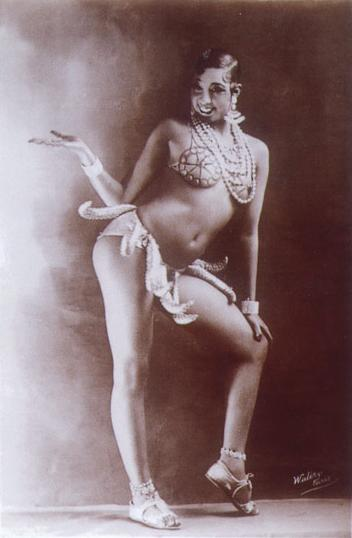
約瑟芬·貝克在卡巴萊中的表演

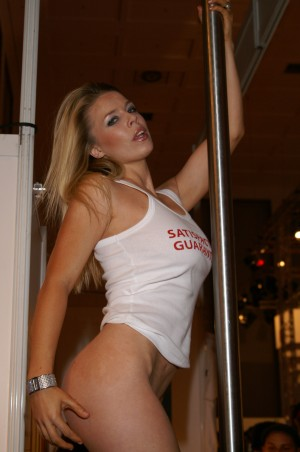
凯利·斯塔福德的脫衣钢管舞表演

艷舞也稱為情色舞蹈，是一種提供性娛樂、帶有性意味的舞蹈，像脫衣舞、膝上舞、桌上舞、鋼管舞及電臀舞都屬於艷舞。
艷舞表演者的服裝多半不多，而且在表演中可能會將衣服脫下，甚至到全裸。若在一些地方，裸露乳頭或生殖器是非法的，表演者可能會用胸貼及G弦褲來避免違法。不過在艷舞當中，裸体不是必須的要素。